# Ninia sebae
Ninia sebae (червона кавова змія) — вид змій родини полозових (Colubridae). Мешкає в Мексиці і Центральній Америці. Вид названий на честь нідерландського натураліста Альбертуса Себи

## Підвиди
Виділяють чотири підвиди:
- Ninia sebae morleyi (Schmidt & Andrews, 1936);
- Ninia sebae immaculata Schmidt & Rand, 1957;
- Ninia sebae punctulata (Bocourt, 1883);
- Ninia sebae sebae (Duméril, Bibron & Duméril, 1854).

## Поширення і екологія
Червоні кавові змії мешкають на атлантичних схилах Мексики на південь від Веракруса та на тихоокеанських схилах на південь від Оахаки, на півострові Юкатан, а також в Гватемалі, Белізі, Гондурасі, Сальвадорі і Коста-Риці. Вони живуть у вологих і сухих тропічних лісах, в саванах, на плантаціях, в парках і садах. Зустрічаються на висоті до 2200 м над рівнем моря. Живляться слимаками, дрібними равликами і черв'яками. Відкладають яйця.